# Nick Augusto
Nick Augusto (nacido el 4 de agosto de 1986 en Fort Lauderdale, Florida, Estados Unidos) es el baterista de la banda de metal estadounidense Devil You Know, conocido por haber sido el batería de la banda de heavy metal Trivium desde 2009 hasta 2014.

## Carrera
Fue el batería de la banda Maruta y de Metal Militia, en la cual tocó con el bajista de Trivium Paolo Gregoletto. Fue el técnico de batería de Trivium hasta que en 2009, con la salida de Travis Smith, se convierte en el batería de la banda. Tocó por primera vez en directo el 29 de octubre de 2009 en The Masquerade, Atlanta. En 2014, abandona la banda y es reemplazado por Mat Madiro, que era el técnico de batería. En octubre de 2014, confirma que estaba trabajando en un proyecto llamado Corrosion y que estaba grabando un EP con el productor Jason Suecof.

## Equipamiento
Utiliza una batería Pearl y unos pedales DW. También utiliza unas baquetas Pro-Mark, modelo Millennium II American Hickory 5B con la punta de nailon.

## Discografía
- Implosive Disgorgence – Chapters EP
- Entropy - "Protean"
- Infernaeon – A Symphony of Suffering
- Entropy - "This Tide As Manifest Destiny" EP
- Maruta – In Narcosis
- Ends Of The Earth – Rebirth EP

### Trivium
- Shattering the Skies Above (2010)
- Slave New World (Sepultura Cover) (2010)
- In Waves (2011)
- Vengeance Falls (2013)